# ダンジョン (小惑星)
ダンジョン (1594 Danjon) は小惑星帯に位置する小惑星。フランスの天文学者ルイ・ボワイエ (Louis Boyer) がアルジェで発見した。
フランスの天文学者、アンドレ・ダンジョン（André-Louis Danjon、1890年 – 1967年）に因んで命名された。